# Demasiado Diego
Demasiado Diego é um álbum ao vivo de Diego Gutiérrez. Foi gravado de um concerto que ofereceu Diego no Centro Cultural Pablo da Torriente Brau em Havana, Cuba, como parte da série de recitais de Trova chamados A guitarra limpia.[carece de fontes?] Nesta gravação pode ser ouvido a este cantor e compositor com um pequeno formato acústico e só com seu guitarra, mostrando suas canções no  estilo mais puro da Nova Trova.

## Lista de faixas
Todas as faixas escritas e compostas por Diego Gutiérrez. 
| N.º | Título                             | Duração |  |
| 1.  | "A guitarra limpia (Instrumental)" | 0:37    |  |
| 2.  | "Entre los flashes"                | 3:34    |  |
| 3.  | "La fiebre del oro"                | 3:11    |  |
| 4.  | "Brazos en cruz"                   | 3:46    |  |
| 5.  | "Ella cuenta la historia"          | 2:51    |  |
| 6.  | "Muchacha entre castillos"         | 4:17    |  |
| 7.  | "Felicidad"                        | 3:45    |  |
| 8.  | "Sorry"                            | 3:34    |  |
| 9.  | "Carta de Penélope a Odiseo"       | 4:14    |  |
| 10. | "A many splendored thing"          | 2:27    |  |
| 11. | "Sabor salado"                     | 3:25    |  |
| 12. | "Quién"                            | 4:05    |  |
| 13. | "El Cinematógrafo"                 | 4:16    |  |
| 14. | "Cuerda floja"                     | 3:10    |  |
| 15. | "En la Luna de Valencia"           | 4:32    |  |
| 16. | "Mando a distancia -Bonus track-"  | 2:27    |  |

## Pessoal
Voz, guitarra acústica em todos os temas: Diego Gutiérrez
Guitarra, guitarras acústicas e coros: Dúo IT
Percussão menor: Ariel Marrero
Coros: Rochy e Hakely Nakao
Produção musical: Diego Gutiérrez
Produção executiva: Centro Pablo da Torriente Brau